# Post.24-Station

Post.24-Station in Wien-Spittelau

Die Post.24-Station der Österreichischen Post war von Ende 2006 bis Mai 2014 ein System von Paketautomaten ähnlich der deutschen Packstation, die vom selben Hersteller (der KEBA AG) produziert wurden.

## Pilotphase
In der Pilotphase seit dem 24. November 2006 gab es in Wien 24 vollautomatische Paketautomaten, an denen der Empfänger zu jeder Tages- und Nachtzeit Pakete abholen konnte. Zusätzlich gab es seit Mai 2012 jeweils einen Paketautomaten in St. Pölten, Graz, Salzburg, Eisenstadt und Innsbruck. Die Paketautomaten standen an stark frequentierten Plätzen (Bahnhöfen, Supermärkten und Tankstellen) sowie bei Postfilialen, die leicht mit öffentlichen Verkehrsmitteln erreicht werden konnten.
Wenn ein Postzusteller den Empfänger an der Zustelladresse (beispielsweise Wohnung) nicht antraf, konnte er das Paket auch im Paketautomaten hinterlegen. In diesem Fall wurde dem Empfänger in seinem Hausbriefkasten eine sogenannte „Post.24-Abholkarte“ mit Barcode hinterlegt. Ob der Postzusteller davon Gebrauch machte, oder wie bisher das Paket am jeweiligen Zustellpostamt zur Abholung durch den Empfänger hinterlegte, lag im Ermessen des Zustellers und konnte weder vom Absender noch vom Empfänger beeinflusst werden.
Seit Anfang 2012 war es jedoch möglich, ein Paket bei Aufgabe in einer Postfiliale gezielt an eine Station zustellen zu lassen.

Mit Ende Mai 2014 wurde das Service zunächst ohne Angaben von Gründen eingestellt: Auf der entsprechenden Seite der Österreichischen Post stand der Hinweis: 

„Das Service Post 24 wird mit 31.05.2014 eingestellt. Bitte beachten Sie, dass ein Versand an die Paketautomaten nur mehr bis Ende Mai möglich ist.“

Mitte Juni stellte die Österreichische Post dann klar: 

„… Die bisherigen Post 24 Paketautomaten werden über die Sommermonate auf modernsten technischen Stand gebracht und zu Abholstationen umgebaut. Bereits im Herbst 2014 steht Ihnen das erweiterte Netz an Abholstationen zur Verfügung.“

## Handhabung
Sobald ein Paket eingetroffen war, wurde der Kunde darüber per E-Mail und/oder SMS, oder bei erfolglosem Zustellversuch über eine Benachrichtigung mit Barcode in seinem Postfach, verständigt. Die Nutzung der Paketautomaten war sowohl für Privat- als auch für Geschäftskunden kostenlos.
Briefe, Kleinpakete und Päckchen konnten nicht über Post.24-Stationen abgegeben oder empfangen werden.
An jedem Paketautomaten konnten Pakete aufgegeben werden, wenn der Empfänger das Porto bezahlte. Es war auch möglich, im Internet eine Paketmarke zu erstellen. Bezahlt wurde das Porto nach den Paketmaßen. Wurde ein Paket mit der „Post.24-Abholkarte“ abgeholt (infolge eines erfolglosen Zustellversuchs) musste nur diese „Post.24-Abholkarte“ mit aufgedrucktem Barcode vor das Kamerasystem gehalten und der Empfängername zur Kontrolle eingetippt werden, um das Paket zu erhalten. Eine E-Mail-Adresse oder ein Mobiltelefon mit SMS-Funktion war für die Paketabholung nicht erforderlich.